# Общие места заключения
Общие места заключения в 1918—1922 годах — основные виды мест лишения свободы, подведомственные Народному комиссариату юстиции РСФСР. К общим местам заключения относились тюрьмы, исправительно-трудовые дома, дома заключения, дома общественно-принудительных работ (допры) и другое.
Деятельность общих мест заключения осуществлялась на основе принципов прогрессивной системы отбывания наказания, закреплённой в Положении об общих местах заключения 1920 года. В местах заключения проводились школьные занятия, имелись библиотеки, заключённым разрешались свидания, оказывалась медицинская помощь.
С введением Уголовного кодекса РСФСР 1922 года и передачей всех мест заключения в ведение НКВД, термин «общие места заключения» вышел из употребления.

## Интересные факты
- Допры упоминаются в романе И. Ильфа и Е. Петрова «Двенадцать стульев». Остап Бендер дважды говорит о них; одна из глав романа называется «Замечательная допровская корзинка» (универсальная складная кровать-столик-шкафчик с запасом продуктов и комплектом белья).
- В романе «Золотой телёнок» в допре Шура Балаганов услышал историю о подпольном миллионере Корейко.
- Допры упоминаются в стихотворении В. Маяковского «Мразь» (1928):

… Частник добрый,

частник рад

бросить

 в допры

наш аппарат.

Допру нить не выдавая,

там,

 где быт

 и где грызня,

ходит

 взятка бытовая, —

сердце,

 душу изгрязня…
- Допр упоминается в песне А. Розенбаума «Ша, братва, сейчас скажу…»:

```
А не с ней ли, корешок,
Долболом фиксатый,
Отдыхали вы в Допре
В девятьсот двадцатом.
Дай-ка, Сеня, ему в дых,
Чтобы всё понял он,
А теперь стакан воды —
Эк его проняло.
```